# Транспорт Кишинева
Транспорт Кишинева — сукупність транспортних систем міста Кишинева, що включає внутрішньоміські та міжміські перевезення .
Внутрішньоміські перевезення в Кишиневі здійснюються автобусами, тролейбусами, маршрутними таксі та таксомоторними підприємствами (з кінця XIX століття до 1960-х років у Кишиневі функціонував трамвай; у перспективі планується створення системи швидкісного трамвая або « легкого метрополітену»)).
Кишинів — одне з найбільших європейських міст, в якому немає активного використання залізничного транспорту, водночас діє одна з найбільших європейських тролейбусних мереж.
З іншими населеними пунктами Молдови та багатьох країн світу місто пов'язане автобусним, залізничним та повітряним сполученням.

## Трамвай

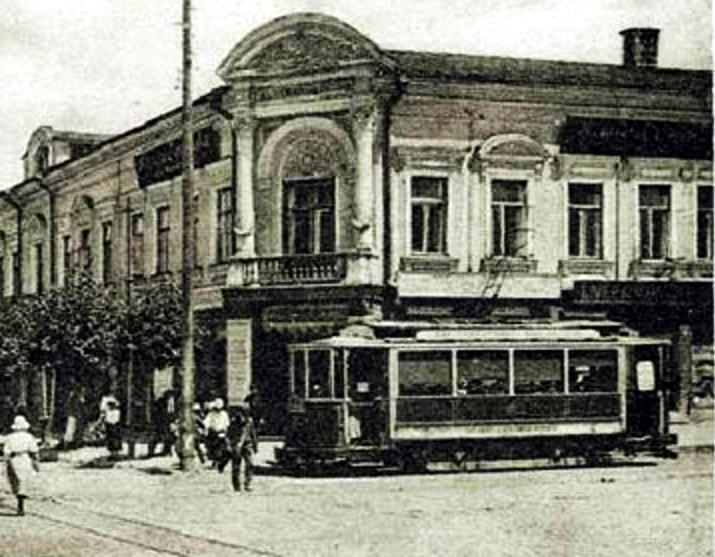
Двохосний моторний трамвай MAN у центрі Кишинева.

- У квітні 1888 року Кишинівською міською думою ухвалено рішення про початок будівництва конки в Кишиневі.
- У 1889 році на Олександрівській вулиці (нині Проспект Штефана чел Маре) та деяких інших вулицях у центрі міста побудована і пущена в експлуатацію перша лінія конки довжиною 6 верст.
- У травні 1895 року кінна залізниця Кишинева переходить у власність бельгійського «Анонімного товариства Кишинівських кінно-залізниць».
- У 1897 році міська дума прийняла проєкт будівництва другої черги конки, яка з'єднала залізничний вокзал із центром Кишинева.
- 1910 року довжина ліній конки зросла до 12,5 км.
- У 1913 році конка була замінена електричним трамваєм. Кількість працюючих маршрутів становила 4 лінії. Довжина всіх маршрутів становила 14 кілометрів, на маршрути виходило 30 вагонів.
- З 1918 по 1940 роки під час перебування Бессарабії у складі Румунії трамвай залишався у власності бельгійського «Анонімного товариства».
- У 1940 році, після входження Бессарабії до складу СРСР трамвайне господарство міста перейшло у власність держави.
- 1946 року після німецько-радянської війни в Кишиневі відновлюється рух трамвая. Довжина трамвайної мережі стала більшою за 17 кілометрів. Кількість пасажирів, що перевозилися, складала понад 9 мільйонів людей на рік.
- У 1961 році трамвайний рух у Кишиневі було припинено, всі трамвайні колії демонтовані[7] .
- У перспективі можливе відродження трамвайної мережі Кишинева, планується будівництво двох ліній швидкісного трамвая[8] .
- У січні 2012 року примарія Кишинева виставила на своєму сайті проєкт розвитку позавуличного транспорту Кишинева, який включає план розвитку як системи швидкісного трамвая, так і міської мережі канатних доріг[9]

## Канатна дорога

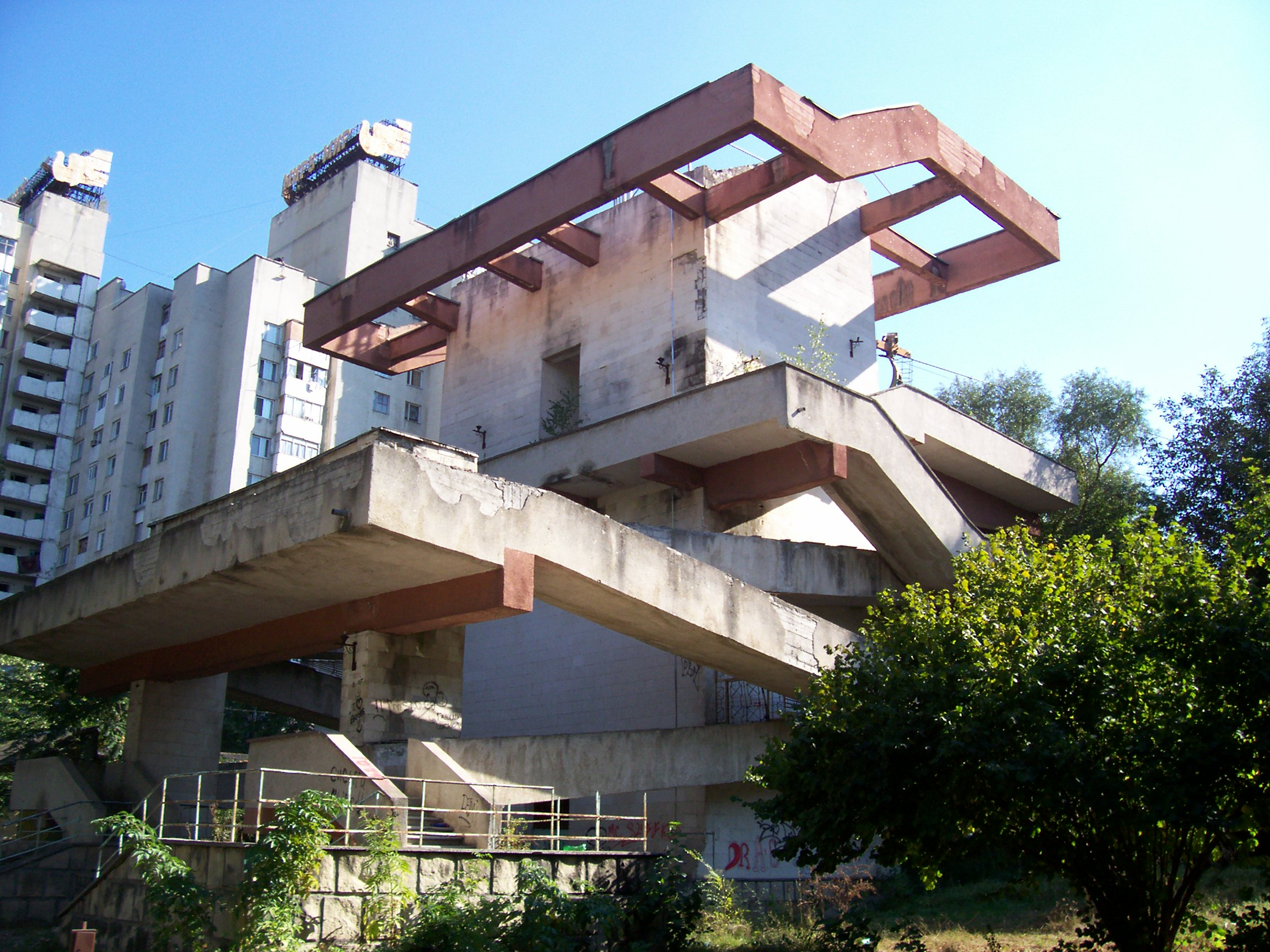
Станція Кишинівської канатної дороги

- У 1983 році було оголошено про будівництво в Кишиневі канатної підвісної дороги . Маршрут підвісної дороги пролягав від району Нові Боюкани до вулиці Куйбишева (нині вулиця Каля Ешилор). Будівництво канатної дороги мало завершитися до шістдесятирічного ювілею створення Молдавської РСР та Компартії Молдови[10].
- 1990 року канатна дорога була здана в експлуатацію. Вартість робіт становила близько 7 мільйонів радянських рублів[11].
- Нині канатна дорога законсервована. Причиною стала, за однією версією, трагічне падіння людини з кабіни, причому той вистрибнув із неї спеціально, на суперечку з товаришем. За іншою версією, яку висловлюють офіційні особи, канатна дорога була законсервована тому, що на ній їздили мало пасажирів, і вона не окупалася.
- У 2010 році було оголошено пошук інвесторів, які мають сплатити ремонт та запуск кишинівської канатної дороги. Представники примерії міста заявили про те, що до них надійшла низка інвестиційних пропозицій. Влітку 2011 року мало вирішитися питання про інвестиційний конкурс канатною дорогою[11] — на кінець 2015 року нічого нового не сталося.

## Тролейбус
Тролейбус є головним видом міського пасажирського транспорту Кишинева.

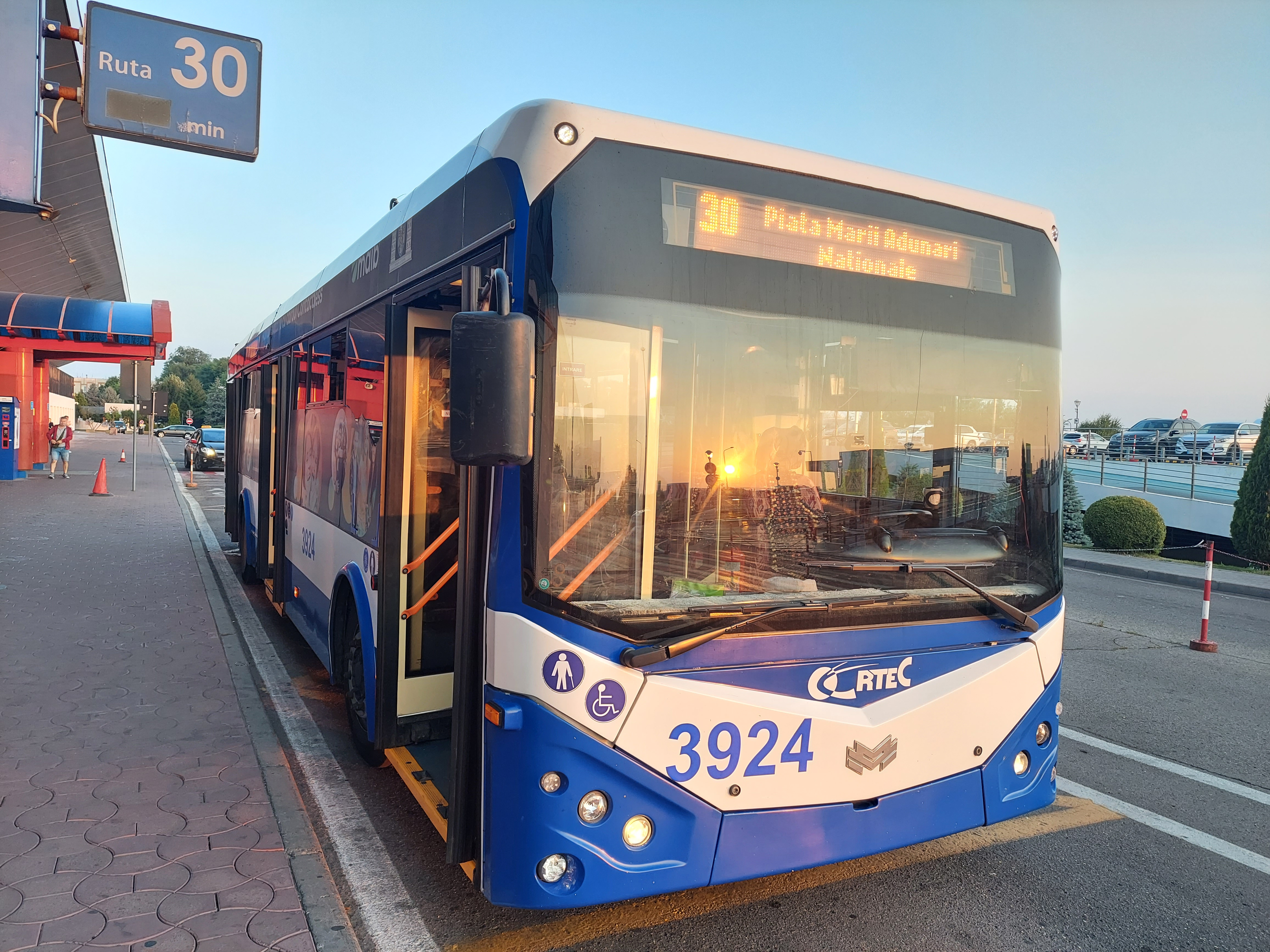
Тролейбус RTEC-6232100DM3 маршруту № 30 в аеропорту Кишинева. Липень 2022 р.

Станом на грудень 2022 року тролейбусна мережа Кишинева налічує 31 маршрут. Вартість проїзду складає 6 леїв за одну подорож. Тролейбуси, що прямують за маршрутами № 30 (Вулиця 31 серпня 1989 року — Аеропорт), № 32, № 33, № 34, № 35, № 36, № 37 і № 38 частину шляху проходять трасою, не обладнаною живильною контактною мережею.

#### Історія кишинівського тролейбуса
- У 1949 році міською радою було ухвалено рішення про будівництво тролейбусної системи міста.
- В 1949 році був пущений перший у місті тролейбусний маршрут від залізничного вокзалу по вулиці Леніна (нинішній Проспект Штефана чел Маре) до медичного інституту[7] .
- У 1959 році відкрився тролейбусний парк № 1 (обслуговував 50 машин).
- В 1966 році відкрився тролейбусний парк № 2 (обслуговував 74 машини)[12] .
- Станом на 1 січня 1984 року в столиці Молдови працювало 20 маршрутів тролейбуса. Довжина одиночної контактної мережі становила 140 км, а довжина всіх маршрутів — 374 км. Рухомий склад становив близько 400 тролейбусів, вулиці міста виходили щонайменше 270[7] машин.
- 1986 року відкрився тролейбусний парк № 3. В даний час цей парк обслуговує близько 35 % тролейбусного руху у місті[12] .
- Кількість маршрутів кишинівського тролейбуса — 31. Також існувало сім маршрутів (№ 6, № 11, № 14, № 15, № 18, № 19 та № 31), які наразі закриті з різних причин. Час роботи кишинівського тролейбуса — з 5 до 23 години.
- Інші маршрути тролейбуса, що нині не функціонують:
  - Маршрут № 88. Призначався лише на 2 дні на рік (8 та 9 травня). Було скасовано. Причина: розбіжності між керівництвом 2-го та 3-го тролейбусних парків.
  - Маршрут «К» (Вулиця Студентська — Вулиця Київська (нинішня вулиця 31 серпня 1989)). Працював у 1970-і роки.
  - Маршрут «S» (Завод ЗБВ-4 — Вулиця Київська (нинішня вулиця 31 серпня 1989)). Працював у середині 1990-х років.

#### Рухомий склад

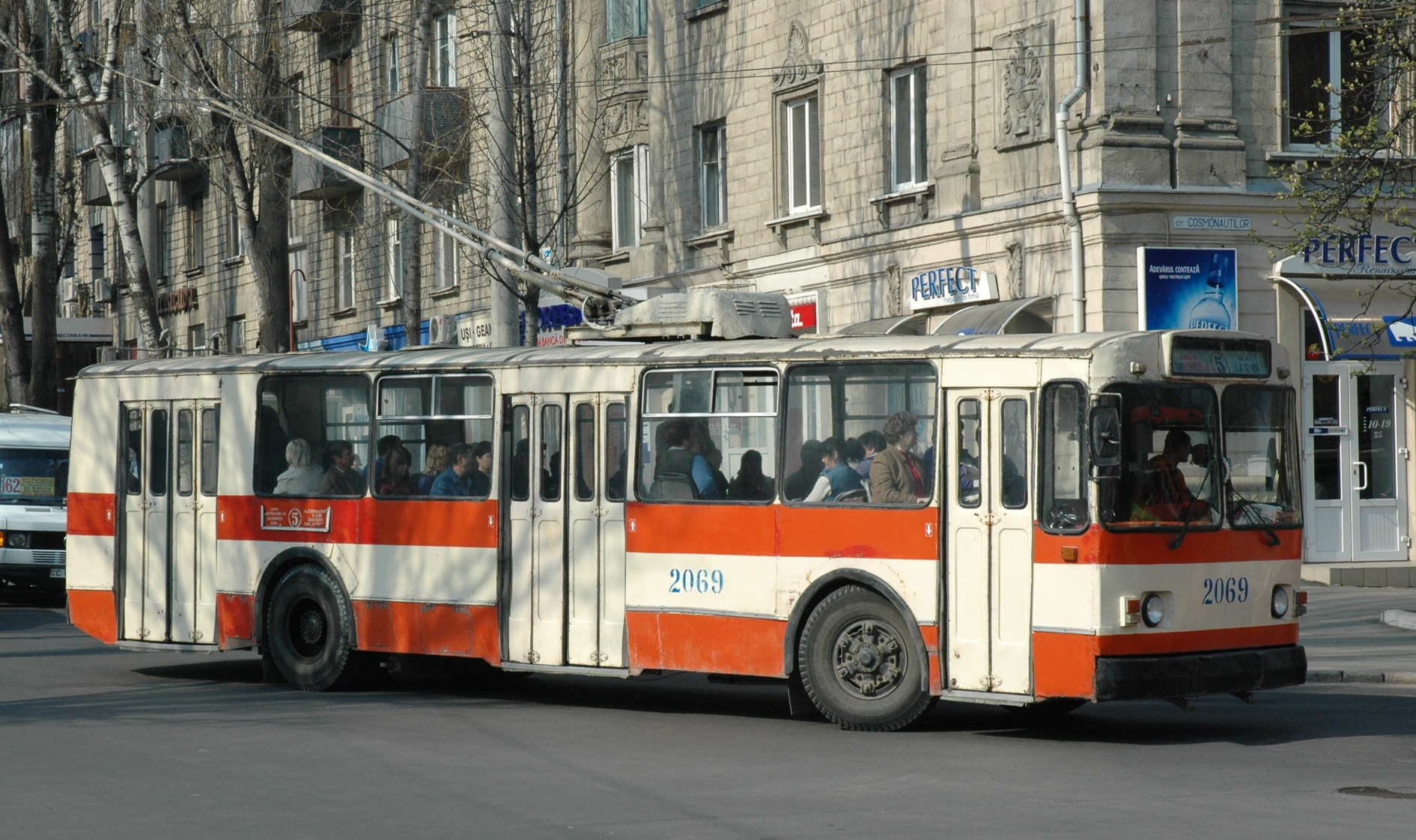
Тролейбус ЗіУ-9 у центрі міста

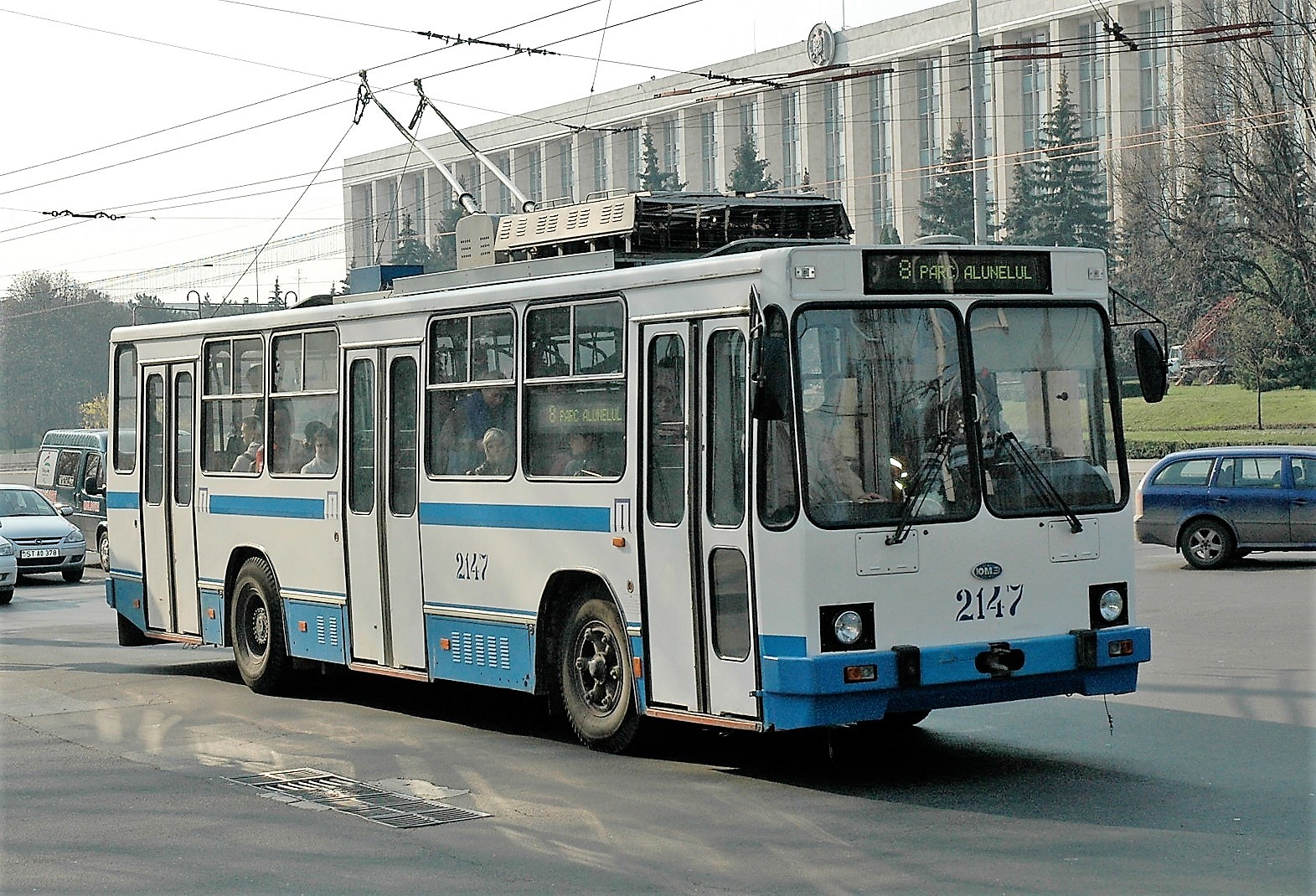
Тролейбус ЮМЗ-Т2 українського виробництва на центральній площі

В даний час рухомий склад кишинівського тролейбусного господарства представлений моделями:
- БКМ-321[12] (у тому числі RTEC-62321M), зібраними у Кишиневі з білоруських машинокомплектів);
- Тролейбус ЗіУ-9 у центрі міста БКМ-420 (RTEC-62420M — єдиний екземпляр цієї моделі, зібраний у Кишиневі);
- БКМ-433 ;
- БКМ-213 ;
- ЗіУ-682 (ЗіУ-682В та ЗіУ-682Г);
- ЗіУ-683В ;
- ЮМЗ-Т1 ;
- ЮМЗ-Т2 ;
- Škoda 14Tr ;
- Škoda 24Tr Irisbus Citelis ;
- Solaris Trollino 18 Ganz ;
- Phileas Trolley VDL.

#### Вартість проїзду
Історія вартості проїзду у кишинівському тролейбусі:
- За радянських часів — 4 копійки, пізніше було підвищено до 5 копійок.
- Після оголошення незалежності республіки та запровадження національної валюти (молдовського лею) та до 2001 року проїзд у тролейбусі обходився пасажирам у 50 банів.
- З 1 вересня 2001 року вартість проїзду підвищилася до 75 банів.
- З 1 серпня 2006 року вартість проїзду піднялася до 1 лея .
- З 1 жовтня 2009 року ціна однієї поїздки у тролейбусі підвищилася до 2 леїв.
- З 1 липня 2022 року вартість однієї поїздки у тролейбусі підвищилася до 6 леїв.

## Автобус
Міський:

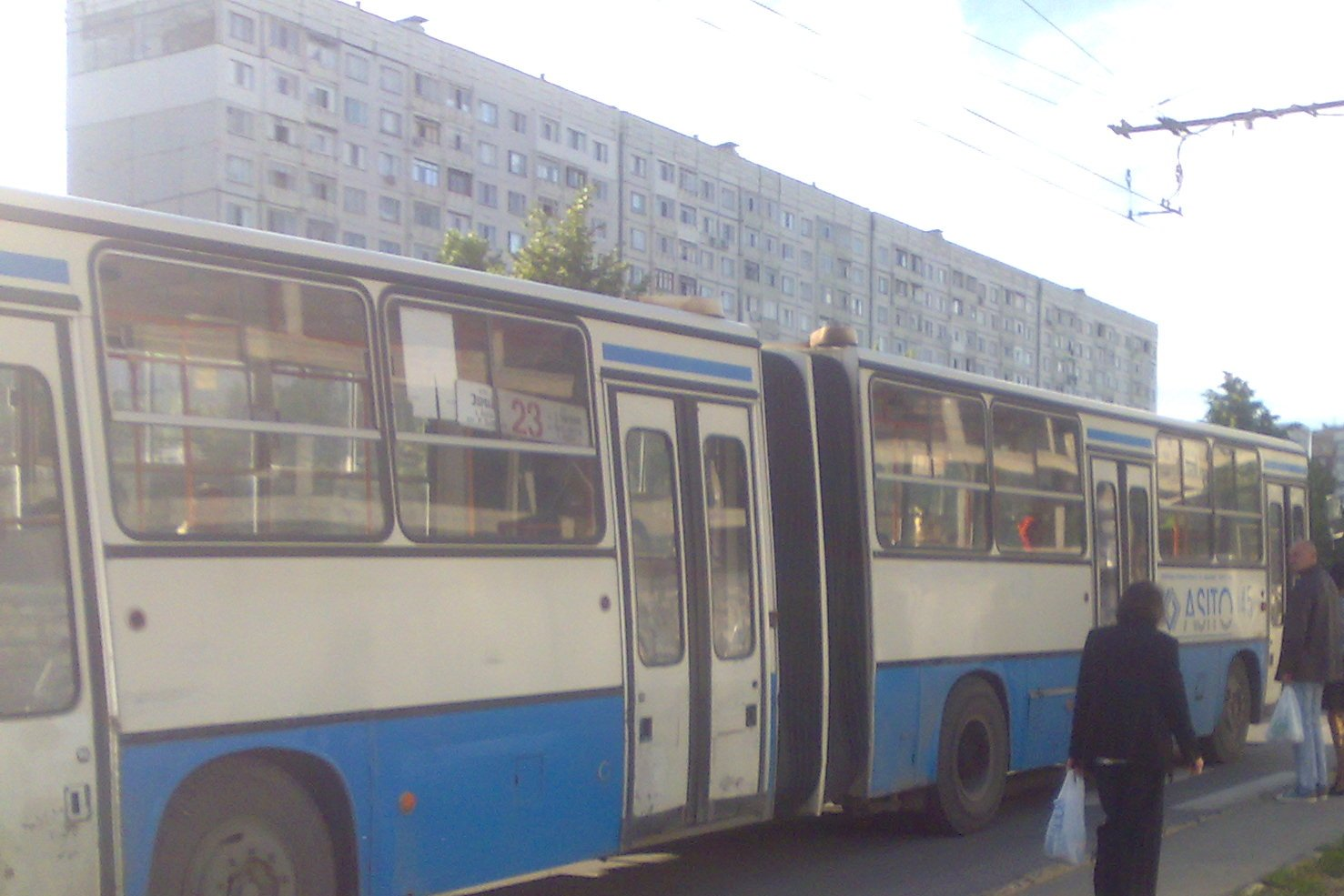
Автобус Ikarus-280 на вулиці Кишинева

- З березня 1946 року почалося автобусне внутрішньоміське сполучення в Кишиневі. Першою моделлю кишинівського автобуса став ЗІС-154 .
- У 1955 році автобусний парк зріс до 40 автобусів ЗІС-155 та ПАЗ-651 .
- У 1960 — 1970-і роки автобусний парк міста був поповнений автобусами ЛАЗ-695 українського виробництва. Пізніше до міста надійшли нові ЛіАЗ-677. Обсяг перевезень пасажирів на той час був приблизно 6 мільйонів чоловік на рік.
- 1982 року автобуси Кишинева перевезли 107 мільйонів пасажирів. Це становило 42,7 % всіх внутрішньоміських пасажирських перевезень.
- У 1983 році в Кишиневі працювали 32 автобусні маршрути загальною довжиною 415 км. На них щодня виходило 258 автобусів. У Кишиневі більшу частину автопарку становили « Ікарус-260» та « Ікарус-280». У місті працювало 8 диспетчерських пунктів[7] .

- Після проголошення незалежності Республіки Молдова внутрішньоміські автобусні перевезення значно скоротилися. В даний час постійно працюють лише кілька маршрутів, серед яких № 3 (Ботаніка — Буюкани), № 5 (Чекани — Ботаніка), № 9 (Медичний університет — Кодру), № 11 (Центральний ринок — Дурлешти), № 16 (Центр — Аграрний Університет), № 23 (Центр — Чекани), № 35 (Центральний ринок — Яловени), № 46 (Центральний ринок — Гідигіч). Інші маршрути міського автобуса є приміськими.

Вартість проїзду в кишинівському автобусі:
- За радянських часів проїзд автобусом коштував 5 копійок.
- До серпня 2006 року проїзд в автобусі коштував 1 лей 25 банів.
- З 1 серпня 2006 року вартість проїзду у міському автобусі була підвищена до 2 леїв.
- З 1 жовтня 2009 року вартість проїзду дорівнює 3 леям.

Міжміський:

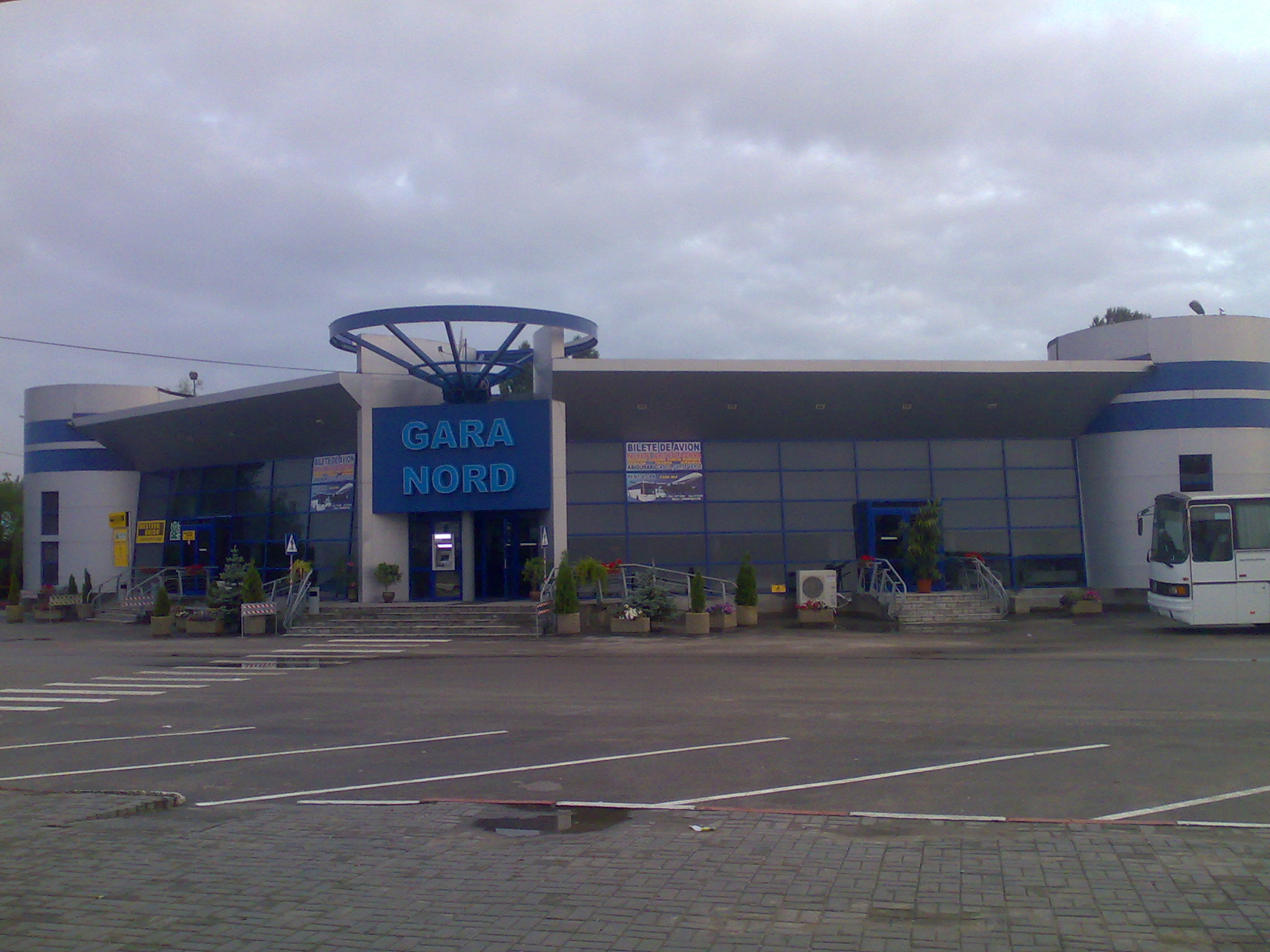
Північний автовокзал Кишинева

- Близько 1926 року почався автобусний рух між містами Бессарабії. Функціонували два основних напрямки: Кишинів- Оргіїв та Кишинів- Хинчешти .
- На початку 1930-х років було відкрито нову лінію Кишинів — Страшени — Калераш .
- Після німецько-радянської війни міжміські автобусні перевезення набули широкого розвитку.
- 1974 року було відкрито Центральний автовокзал міста.
- У 1982 році, щоб розвантажити Центральний автовокзал, була відкрита Південна автостанція (нині Південний автовокзал Кишинева)[7] .
- Пасажиропотік на міжміських лініях досяг у 1984 році 9.5 мільйонів людей на рік.
- У 2005 році було відкрито новий Північний автовокзал, на який було переведено 350 рейсів із Центрального автовокзалу. На Північний та Південний автовокзали було переведено більшість міжнародних та далеких міжміських рейсів, нині з Центрального автовокзалу здійснюються переважно приміські рейси до міст і сіл Молдови та Придністров'я .

Кишинів нині пов'язаний автобусним сполученням з більшістю населених пунктів Молдови та інших країн.
- Україна: Київ, Одеса, Миколаїв, Херсон (Ялта, Сімферополь — скасовані), Умань, Ізмаїл, Полтава та інші;
- Румунія: Бухарест, Ясси, Клуж-Напока, Констанца та інші;
- Росія: Москва, Санкт-Петербург, Старий Оскол, (Краснодар — скасований) та інші;
- Білорусь: Мінськ

Також автобусні рейси здійснюються до інших країн Східної та Західної Європи ( Чехія,  Німеччина,  Греція,  Болгарія,  Італія).

## Маршрутне таксі

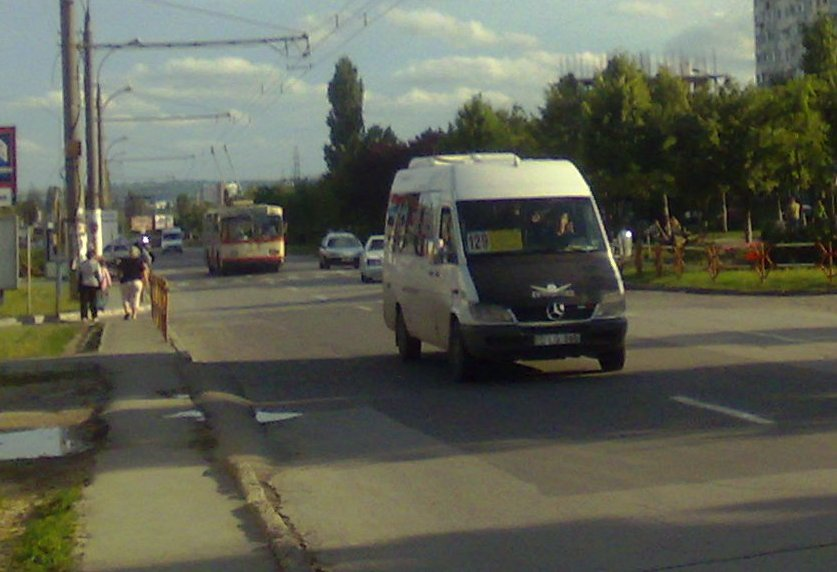
Кишинівське маршрутне таксі

- У 1968 році було відкрито першу лінію маршрутного таксі Кишинева. Метою запровадження нового виду транспорту було покращення пасажирських перевезень із центру міста до спальних районів міста.
- Станом на 1982 рік у Кишиневі функціонувало 17 маршрутів маршрутного таксі. 1984 року в місті працювало близько 70 11-місних мікроавтобусів РАФ-2203 «Латвія», а кількість маршрутів зросла до 18. Маршрути починалися від Болгарської вулиці. Загальна довжина всіх ліній маршрутного таксі у 1980-х роках становила 273,5 км[7] .
- Після проголошення незалежності Республіки Молдова маршрутне таксі набуло потужного розвитку. На лінії, що знову відкриваються, часто дублюють міські тролейбусні та автобусні маршрути, виходили як мікроавтобуси і повнорозмірні автобуси, так і автомобілі, не призначені для перевезень пасажирів (зокрема, катафалки). Маршрутне таксі міста отримало жартівливе прізвисько «Ходячий катафалк»[13] .
- В даний час Кишинівське маршрутне таксі охоплює практично все місто. Інтервали руху в порівнянні з автобусами та тролейбусами мінімальні (5-15 хвилин у будні в робочий час). На деяких маршрутах рух починається раніше, а закінчується пізніше, ніж інші види міського транспорту.
- З 1 вересня 2006 року маршрутні таксі прибрано з проспекту Стефана Великого (а також з вулиць Пушкіна, Митрополита Бенулеску-Бодоні та інших головних вулиць центру) на сусідні вулиці з метою вирішення надмірного завантаження транспортом центру міста.

Вартість проїзду в Кишинівському маршрутному таксі:
- У 1990-ті роки становила 1 лей.
- З 2000 року була підвищена до 2 лей.
- З 1 серпня 2006 року вартість проїзду було піднято до 3 леїв. Станом на березень 2018 року вартість проїзду, як і раніше, становить 3 леї.

Парк мікроавтобусів Кишинівського маршрутного таксі складений переважно з моделей Mercedes-Benz Sprinter і Volkswagen Transporter приблизно 1995—2010 років випуску, незначну кількість складають Ford Transit та інші моделі.

## Таксі

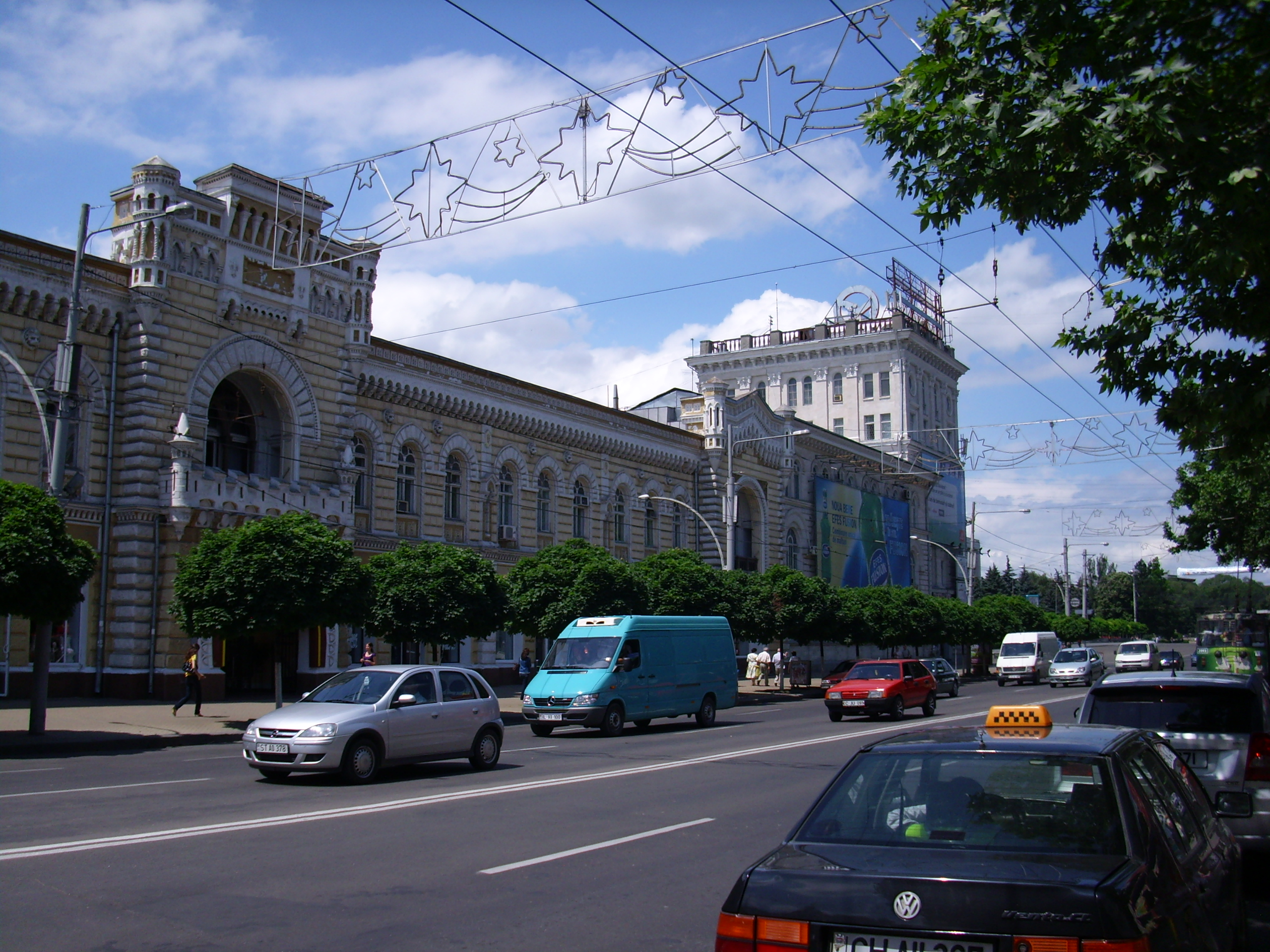
Машина таксі навпроти будівлі примерії Кишинева

- У XIX столітті в Кишиневі працювала велика кількість візників, про що свідчать спогади жителів того історичного періоду. Особливо багато їх чергувало на залізничному вокзалі міста[14] .
- На початку XX століття плата за проїзд у візників дорівнювала 50 копійок[15] .
- На початку XX століття у Кишиневі була спроба організувати міські пасажирські перевезення за допомогою особистих автомобілів. Подібною діяльністю займався кишинівський спортсмен та автоаматор М. Ф. Суручан, який був у Бессарабії великим землевласником. Жодних «шашечок» і особливого забарвлення у цих автомобілів не було[15].
- 1949 року розпочалася історія легкового таксі Кишинева. Місто обслуговував таксомоторний парк, заснований того ж 1949 року
- У 1973 році для таксомоторного парку збудовано приміщення на вулиці Куйбишева, нинішній вулиці Каля Ешілор).
- У 1983 році у місті працювало 650 автомобілів таксі. 76 машин таксі було радіофікованими[7].
- Нині міські перевезення здійснюють кілька приватних таксомоторних компаній. Єдиного кольору машин таксі у Кишиневі немає. Кожне транспортне підприємство викрашує автомобілі у свої фірмові забарвлення[16] (наприклад, у служби таксі 14007 кольори автомобілів жовті[17]).
- Вартість проїзду міським районом становить приблизно 25 леїв. Поїздка в інший район міста коштує пасажиру від 30 (якщо сусідній мікрорайон) до 45 леїв (якщо через один або два мікрорайони). Поїздки в аеропорт тарифікуються окремо і становлять — 80 леїв (з аеропорту до міста поїздка обходиться дорожче — 90-100 леїв).
- При порівнянні вартості таксі в різних великих містах світу кишинівське таксі виявилося на одному з останніх місць за вартістю проїзду (нижче розцінки опинилися тільки в Делі (Індія) та Каїрі (Єгипет))[18].
- Існують у місті та служби вантажного таксі[19].
- Телефонні номери всіх служб виклику таксі п'ятизначні починаються з числа 14.
- У місті працює онлайн-агрегатор таксі Яндекс. Таксі.

## Залізниця

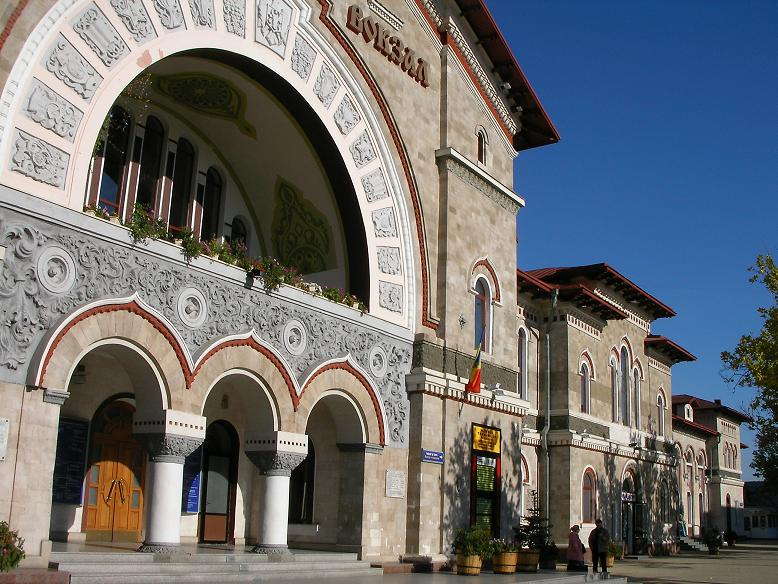
Залізничний вокзал Кишинева

- Історія залізничного сполучення в Бессарабії почалася з моменту, коли в 1844 році імператор Микола I схвалив будівництво кінної залізниці Одеса — Паркани . Будівництво було здійснено в період з 1863 по 1865 роки.
- Залізниця від Паркан до Кишинева була побудована в період з 1867 по 1870 роки.
- У 1870 році було збудовано перший (тимчасовий) залізничний вокзал Кишинева.
- У серпні 1871 року було відкрито рух поїздів по Тираспольско-Кишинівській ділянці залізниці. Він започаткував діяльність залізничної мережі Бессарабії.
- Наприкінці 1870-х років було збудовано основну будівлю кишинівського залізничного вокзалу (архітектор Генріх Лонський).
- На початку XX століття залізнична мережа Бессарабії перевищила 850 кілометрів, залізничний вокзал обслуговував велику кількість пасажирів[20](архітектор Г. Ф. Лонський).
- На початку XX століття залізнична мережа Бессарабії перевищила 850 кілометрів, залізничний вокзал обслуговував велику кількість пасажирів.[20].
- У роки німецько-радянської війни будинок вокзалу було неодноразово знищено. Після війни було ухвалено рішення стару будівлю не відновлювати. Будівництво нової будівлі вокзалу завершилося 1948 року (архітектор Л. М. Чупрін, головний консультант Олексій Щусєв).
- У 2003 році було проведено реконструкцію вокзалу.

В даний час (станом на грудень 2022 року) залізничне сполучення пов'язує Кишинів із Бухарестом, Яссами та Києвом. Раніше з Кишинева також курсували поїзди до Москви, Санкт-Петербурга, Одеси та причіпних вагонів до Мінська (у складі поїзда на Санкт-Петербург). Приміське залізничне сполучення пов'язує Кишинів з містами Бендери, Басарабка, Унгени, Бєльці та Окниця.

## Метрополітен

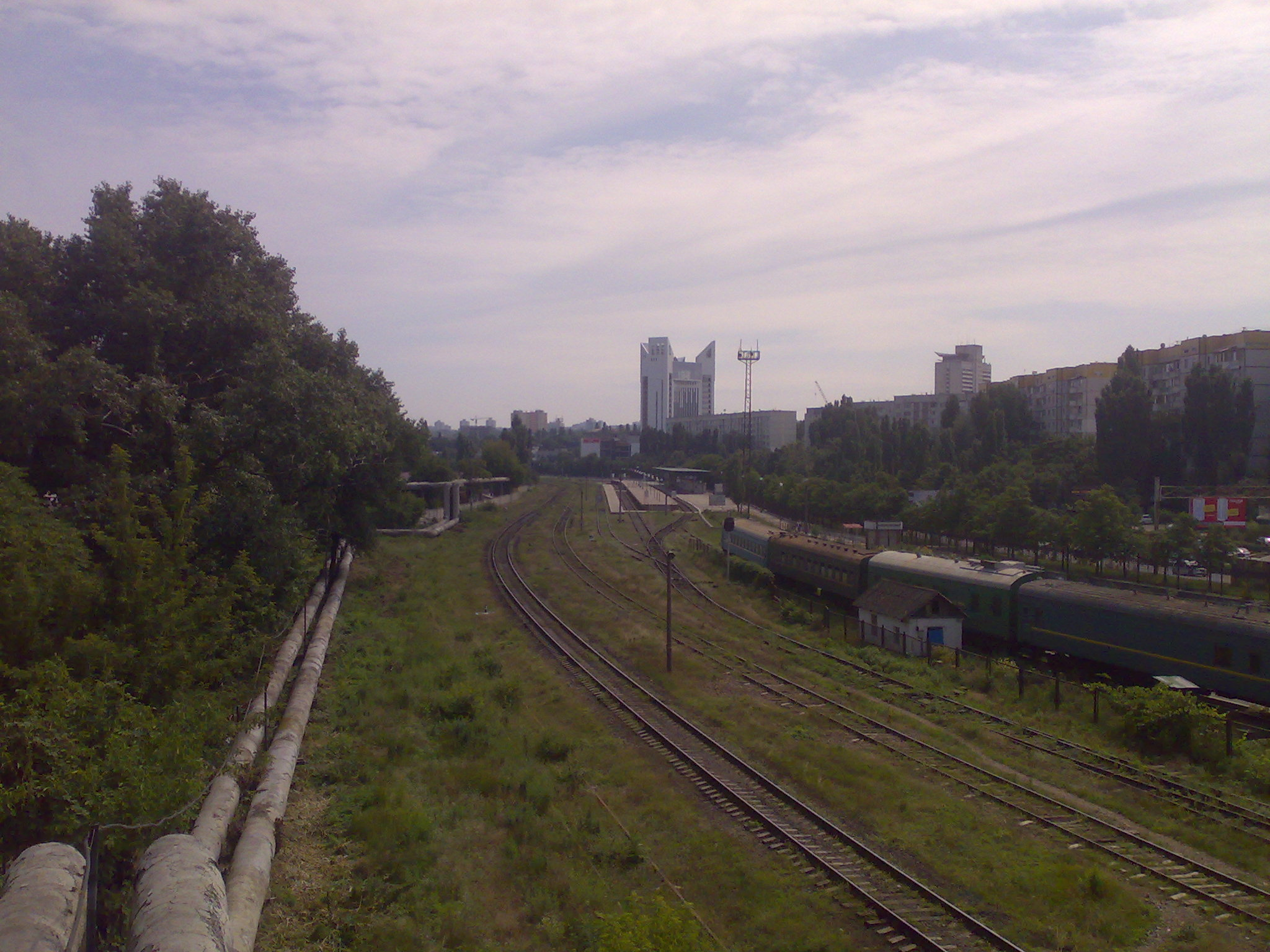
Внутрішньоміська залізниця, вид з мосту, вулиця Ізмаїльська

- У 2005 році національно-дослідним проєктним інститутом Urbanproiect у центрі стратегічних досліджень і реформ (CISR) було прийнято попередній варіант Стратегічного плану соціально-економічного розвитку Кишинева на період до 2020[21] . У цьому плані йшлося про електрифікацію міської ділянки залізниці та про організацію на ній пасажирського руху від Страшен до Реваки. Висловлювалися думки, що будівництво так званого « легкого метрополітену»[22], лінії якого поєднані з існуючими залізничними гілками, розташованими на території міста Кишинева — це оптимальний варіант для міста[23] . Без будівництва тунелів обійтися при здійсненні цього плану не вдалося б — передбачалося будівництво підземних ліній під районами Чокана та Телецентром, а також у центрі міста, під вулицею Ізмаїльська[23] . Згідно з Стратегічним планом розвитку Кишинева[21], пуск перших поїздів по новій системі швидкісного транспорту Кишинева планувався не раніше 2020 року .
- У середині березня 2011 року в Мінську примара Кишинева Дорін Кіртоаке підписав з білоруськими партнерами протокол про наміри, щоб примарія Кишинева розглянула проєкт створення відкритого акціонерного товариства « Белкомунмаш» про можливість здійснення у місті проєкту розвитку тролейбусної мережі та швидкісного позавуличного транспорту. Планується будівництво двох ліній «легкого метро». Перша — від Міжнародного аеропорту Кишинева через центр міста до приміського селища Ватра . Друга — від Південного автовокзалу Кишинева до північної частини міста, з можливим продовженням до селища Вадул-луй-Воде[8] .

## Повітряний транспорт

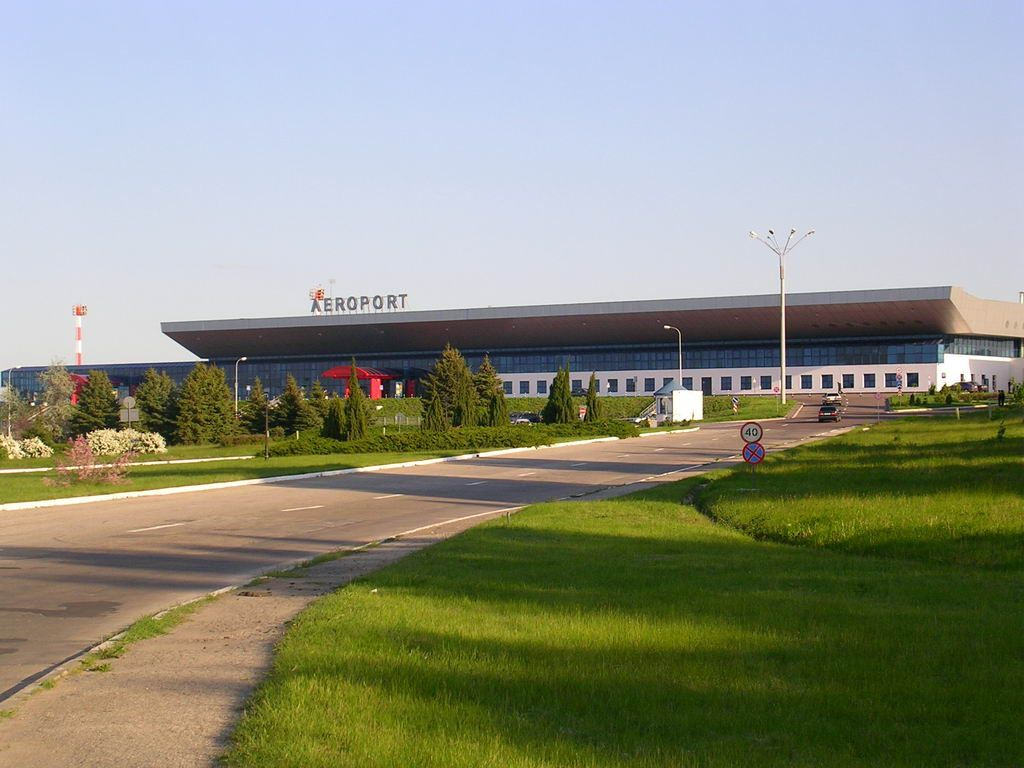
Кишинівський аеропорт у 2008 році

- 1944 року в Кишиневі було створено перше авіапідприємство міста, яке знаходилося в районі нинішнього сектору Ришкани .
- 1945 року почалися регулярні рейси.
- У 1960 році було збудовано новий аеродромний комплекс у районі села Ревака.
- У 1974 році було збудовано будівлю нинішнього міжнародного аеропорту Кишинева.
- В 1982 році пасажиропотік кишинівського аеропорту становив 9600 пасажирів на добу[7] .
- У 1987 році з кишинівського аеропорту проводилися рейси до понад 80 міст СРСР . Місцеві рейси пов'язували понад 20 населених пунктів Молдови.
- 31 травня 1995 року Кишинівський аеропорт отримав статус міжнародного.
- 2000 року закінчилася реконструкція аеропорту.
- В даний час аеропорт може обслуговувати понад 400 пасажирів за годину. З кишинівського аеропорту в середньому виконується 25-30 рейсів на день. В аеропорту працюють понад 15 операторів, здійснюються рейси до 18 країн Європи, Близького Сходу та Закавказзя.